# Watford City (North Dakota)
Watford City er en amerikansk by og administrativt centrum for det amerikanske county McKenzie County i staten North Dakota. I 2010 havde byen et indbyggertal på 1.744.

## Ekstern henvisning
- Officielle hjemmeside Arkiveret 23. november 2007 hos  Wayback Machine (engelsk)

47°48′9″N 103°16′50″V / 47.80250°N 103.28056°V